# Bruce Conner
Bruce Conner (McPherson, Kansas, 18 de novembre de 1933 − San Francisco, Califòrnia, 7 de juliol de 2008), fou un pioner del cinema experimental, reconegut arreu del món per les seves qualitats fent servir la tècnica de l'assemblatge i el metratge apropiat.

## Filmografia
- 1958: A Movie
- 1962: Cosmic Ray
- 1965: Vivian
- 1965: Ten Second Film
- 1965: A Class Picture of the CCAC Film Class of '65 Actually Taught by Bruce Conner in the Tradition of Lumière
- 1966: Easter Morning Raga
- 1966: Breakaway
- 1967: The White Rose
- 1967: Report
- 1967: Luke
- 1967: Looking for Mushrooms
- 1968: Antonia Christina Basilotta
- 1969: Permian Strata
- 1973: Marilyn Times Five
- 1976: Take the 5:10 to Dreamland
- 1976: Crossroads
- 1977: Valse Triste
- 1978: Mongoloid
- 1981: America Is Waiting
- 1995: Television Assassination
- 1996: Looking for Mushrooms